# Sicilien

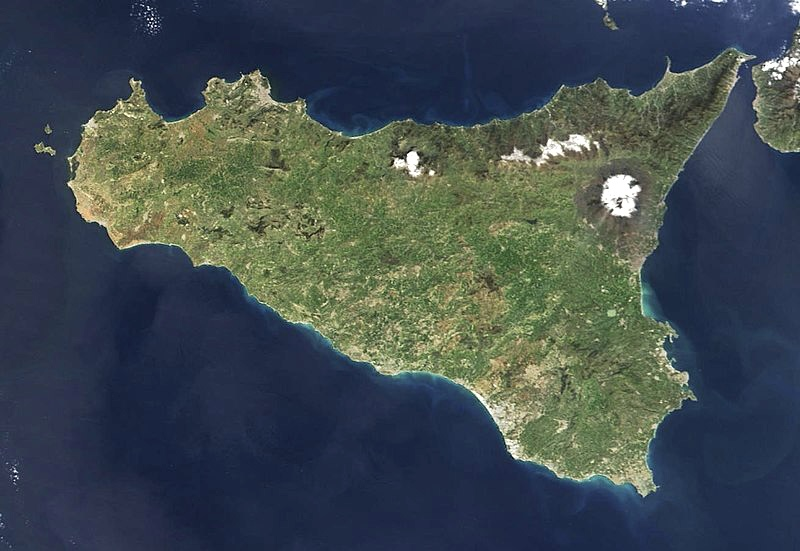
Satellitfotografi över Sicilien.

Sicilien (italienska: Sicilia, sicilianska: Sicilia) är en italiensk ö i Medelhavet. Det är Medelhavets största ö. Sicilien och omgivande öar utgör en autonom region vars regionhuvudort är Palermo. Regionen hade cirka 4,80 miljoner invånare (2022), på en yta av 25 833 km².
Sicilien har medelhavsklimat och ön är mycket bergig. Det högsta berget är vulkanen Etna, vars topp ligger på 3 329 m ö.h. Centrumområdet på ön är huvudorten Palermo, som ligger på den norra kusten. Andra stora städer och centrumområden är Messina, Catania, Taormina och Syrakusa. Alla dessa ligger på öns ostkust. Sicilien skiljs från det italienska fastlandet av Messinasundet.

## Historia
- - 750 f.Kr. Sicilien befolkat av sikaner, elymer och sikeler
- 750 f.Kr.–200 f.Kr. Kolonisation av Sicilien från Grekland och Karthago
- 211 f.Kr.–476 Sicilien under Rom
- 476–535 Sicilien under vandalerna
- 535–878 Sicilien under Bysantinska riket
- 878–1072 Sicilien under muslimska härskare som Sicilianska emiratet

Kungariket Sicilien
- 1072–1194 Sicilien under normander
- 1194–1282 Sicilien under tysk-romerska riket
- 1282–1713 Sicilien under Spanien
- 1713–1860 Sicilien under Bourbon (varav en period under Napoleon I)
- 1816–1860 under namnet Kungariket Bägge Sicilierna
- 1861– Sicilien införlivat i den italienska nationalstaten

Innan greker och kartager/fenicier/punier på 700-talet f.Kr. koloniserade ön beboddes den enligt Thukydides av tre folkgrupper kallade sikaner i södra och mellersta Sicilien, sikeler i öster och elymer i väster. Bland annat den elymiska staden Segesta gjorde motstånd mot kolonisationen. Om grekiska kolonier på Sicilien: Se Magna Graecia.
Det första puniska kriget 264–241 f.Kr. mellan Romerska riket och Karthago handlade i stor utsträckning om Sicilien och slutade efter en stor drabbning till sjöss med att Karthago fick avstå ön. 241 f.Kr. blev Sicilien Roms första provins. 
Under det andra puniska kriget, 218–202 f.Kr., spelade ön en stor roll då staden Syrakusa (italienska: Siracusa) allierade sig med Karthago. Den romerske fältherren Marcus Claudius Marcellus intog dock staden och karthagerna förlorade därmed en av sina viktigaste allierade.
Sikelö (isländska: Sikiley) var det fornnordiska (vikingatida) namnet på Sicilien.
Kungariket Sicilien uppstod sedan ön Sicilien efter 1060 anfallits av normander, som under ledning av Roger de Hauteville efter trettioåriga strider erövrade ön från saracenerna. Periodvis har fastlandsdelen av kungariket utgjort ett separat rike under benämningen Kungariket Neapel. Under en stor del av 1800-talet kallades riket Bägge Sicilierna. Geografiskt motsvaras kungariket Sicilien av dagens italienska regioner Kampanien, Kalabrien, Apulien, Abruzzo, Molise, Sicilien och Basilicata.
Den 11 maj 1860 landsteg Giuseppe Garibaldi vid Marsala under sitt fälttåg för att störta det bourbonska styret i kungariket Bägge Sicilierna och 1861 ena Italien under kung Viktor Emanuel II.

## Språk
Det officiella språket är italienska, men på Sicilien talas även sicilianska, som är ett eget romanskt språk. Språket har influenser från flera olika språk, till exempel grekiska och arabiska, då Sicilien har en lång historia med många olika styrande. I många byar finns egna varianter av den sicilianska dialekten som i sig är som egna språk.

## Maffian
Ön var beryktad på grund av maffian, som är en hemlig förbrytarorganisation från Sicilien, grundad runt år 1860. Den första maffiaorganisationen, Cosa Nostra, är siciliansk och många amerikanska maffiabossar har sicilianskt påbrå.

## Geologi
Sicilien är en bergig ö med många bergsstäder som är belägna på 1 000–1 500 meters höjd till vilka man tar sig fram via serpentinvägar. Det största berget på ön är vulkanen Etna.

## Bildgalleri

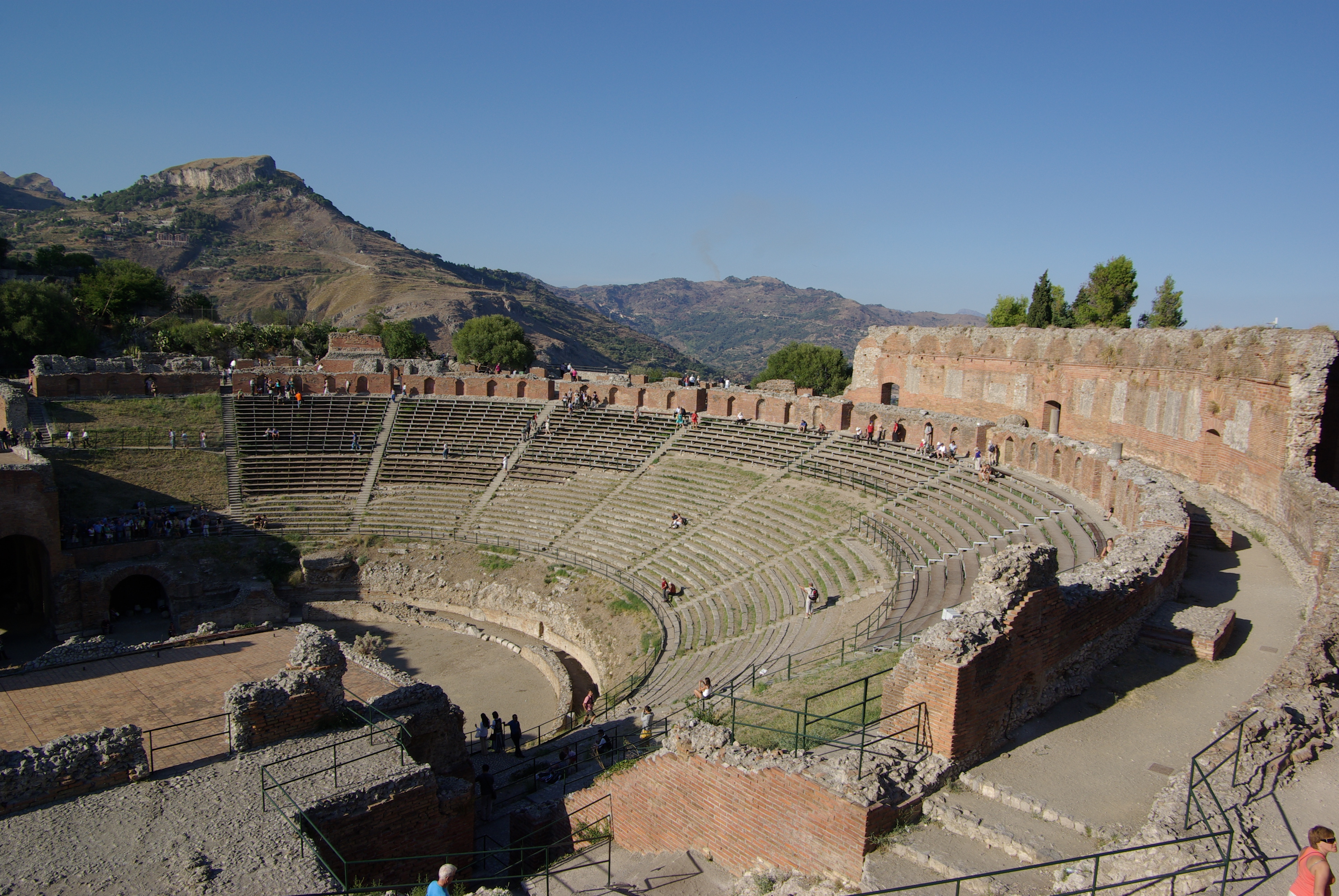
Den grekiska teatern i Taormina.
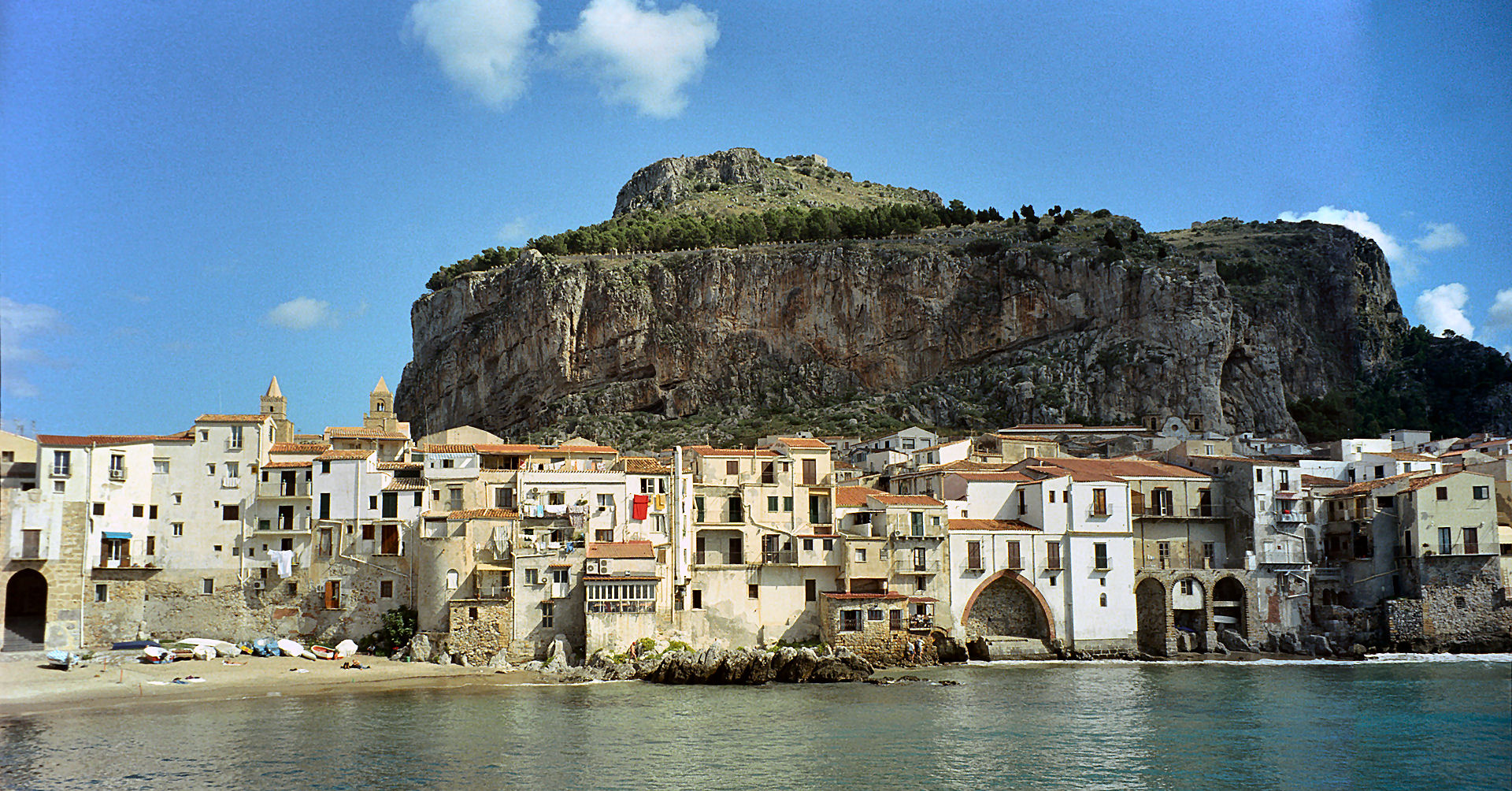
Stranden vid Cefalù.
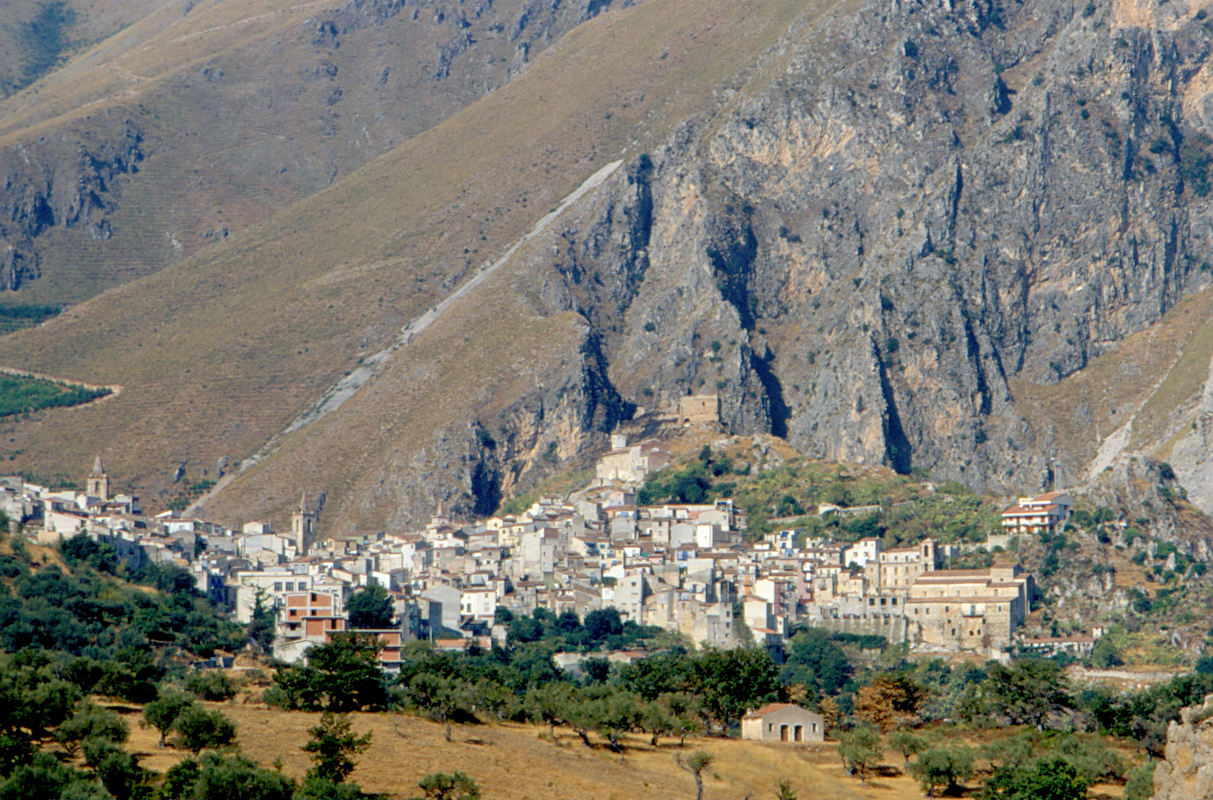
Vy över orten Isnello i Madoniebergen.
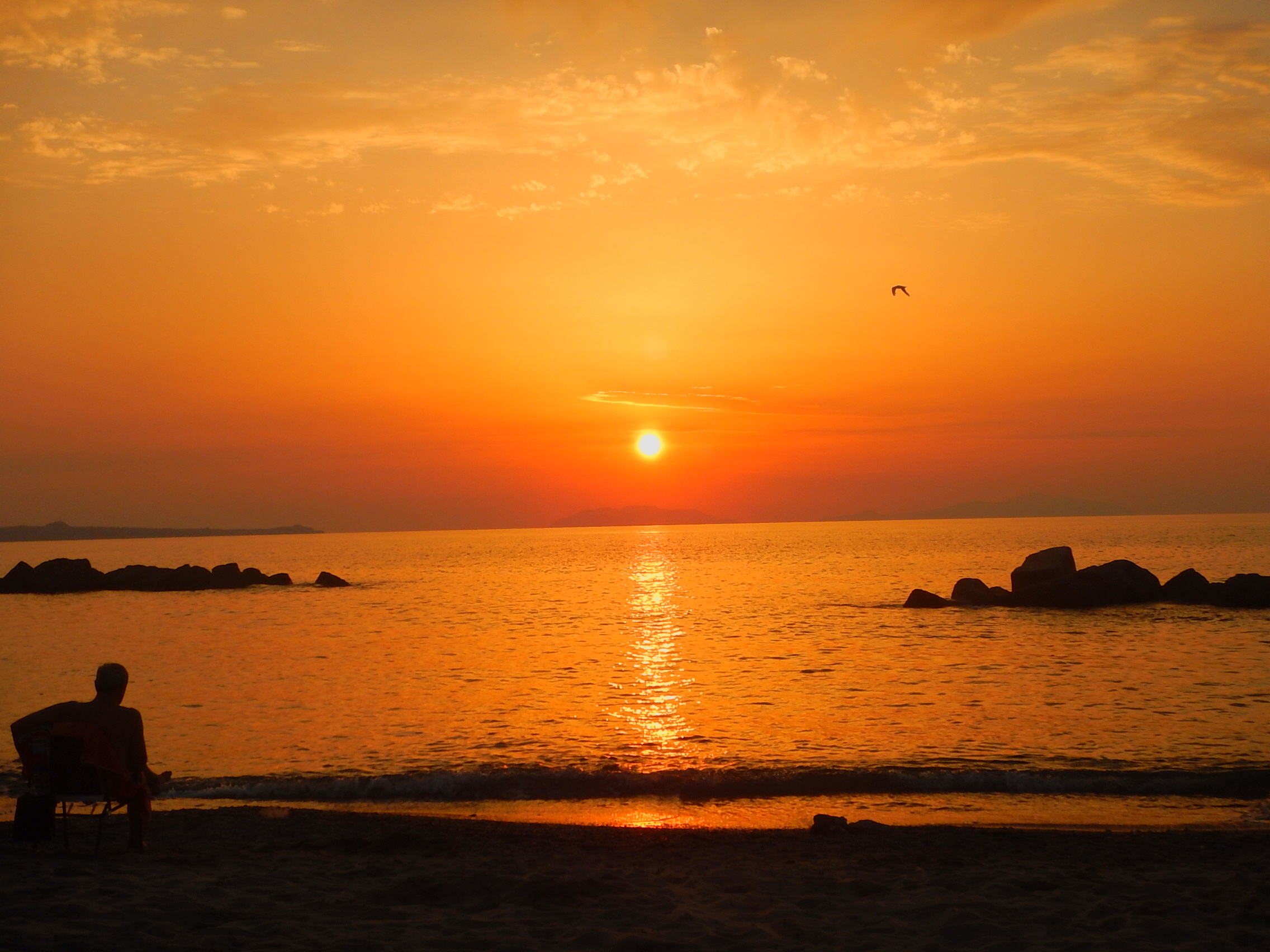
Stranden i Rometta mot Cape Milazzo och Eoliska öarna vid solnedgången.
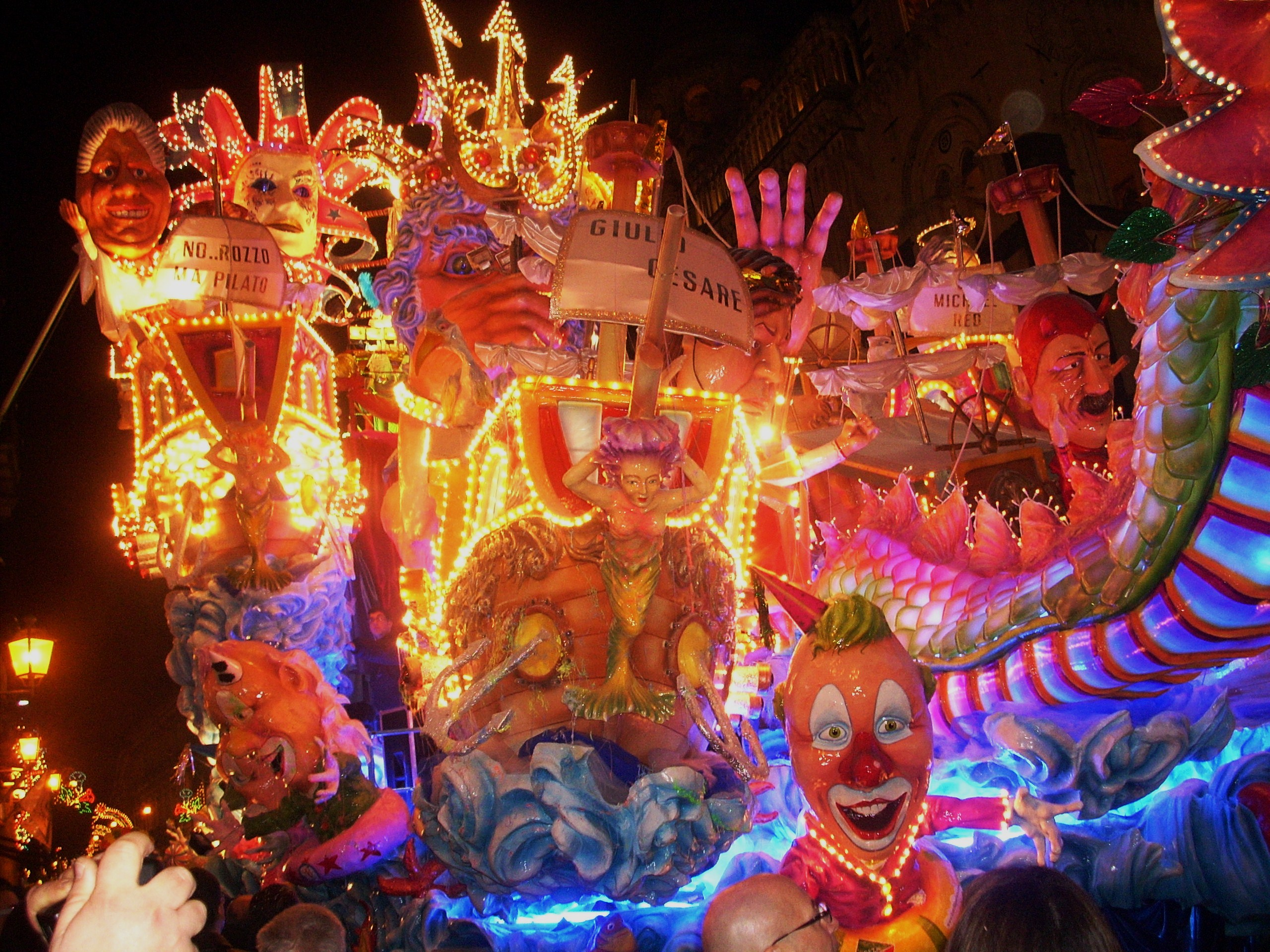
Den gamla karnevalen Acireale.